# My Plague
A My Plague a Slipknot második kislemeze a második, Iowa című albumról. A dal remix változata (New Abuse Mix) szerepel A Kaptár filmzenéi közt. 2003-ban jelölték a Grammy-díjra a "Legjobb Metal Teljesítményért" kategóriában, de végül nem nyerte meg.

## Dallista
1. My Plague (abuse mix)
2. The Heretic Anthem (live)
3. (SIC) (live)